# Pace di Zara
La pace di Zara del 18 febbraio 1358 fu un trattato di pace stipulato nella città dalmata fra il Regno d'Ungheria-Croazia e la Repubblica di Venezia, in cui quest'ultima dovette rinunciare a gran parte dei suoi possedimenti in Dalmazia.

## Premesse
In seguito all'assedio di Zara e alla successiva invasione da parte del Re Ungherese nelle terre Veneziane della Dalmazia venne stipulata la pace.
La pace di Zara pose fine alle ostilità fra il re Luigi I d'Ungheria e Giovanni Dolfin per il controllo dell'Adriatico.
Il monarca ungherese era riuscito a formare una poderosa spedizione di 50000 uomini unendo alle proprie truppe gli eserciti inviati dal duca d'Austria, dai conti di Gorizia Alberto e Mainardo, dal signore di Padova Francesco da Carrara, dal patriarca di Aquileia e dall'imperatore del Sacro Romano Impero. Fu così che nel 1356 la grande coalizione si impose sui veneziani ad Asolo, Ceneda e Conegliano e giunse a cingere d'assedio la piazzaforte di Treviso. Nello stesso tempo, lungo le coste dalmate, l'esercito ungherese-croato aveva attaccato le città di Zara, Traù, Spalato e Ragusa: se Traù, Spalato ed altre città minori si diedero spontaneamente al sovrano, Zara non si arrese agli Ungheresi se non per tradimento.

## Battaglia
Dopo che nel 1352 l'Ungheria si alleò con Genova contro Venezia, la nuova campagna iniziò nel 1357. Luigi conquistò i possedimenti terrieri di Venezia. La repubblica fu superiore in mare. La situazione di stallo fu risolta dal fatto che Zara e le città dalmate si ribellarono a Venezia, aprendo così le porte all'esercito ungherese. Gli eserciti del re avevano già assediato la città e gli esuli del castello cercavano di creare un'intesa tra assedianti e cittadini assediati. Tuttavia, piegato dalla potenza degli eserciti nemici e dai rovesci militari subiti nel proprio territorio, Giovanni Dolfin e l'esercito veneziano dovette rassegnarsi a quella che fu una durissima pace. Le delegazioni delle due nazioni si incontrarono a Zara, ove il 18 febbraio 1358 venne siglato l'omonimo trattato.

## Conseguenze
Per effetto del trattato di pace la Serenissima dovette cedere all'Ungheria tutti i suoi possedimenti in Dalmazia, dal Quarnaro alle Bocche di Cattaro, ma poté mantenere le coste istriane e la marca trevigiana. Fu però costretta a cancellare dal titolo dogale ogni riferimento alla Dalmazia.
Luigi d'Ungheria entrò trionfalmente a Zara nel 1358 concedendo ampi privilegi alla nobiltà zaratina ed ergendo la città a capitale del regno di Dalmazia. Sebbene formalmente ceduta al Regno d'Ungheria, Ragusa divenne una repubblica autonoma e si limitò a pagare un tributo. Zara restò invece nel regno ungherese fino al 1409, quando re Ladislao di Napoli la cedette nuovamente alla Repubblica di Venezia per 100000 ducati d'oro, assieme a tutti i suoi diritti sulla Dalmazia. Zara rimase così stabilmente nella Repubblica di Venezia fino al 1797.